# Bastia

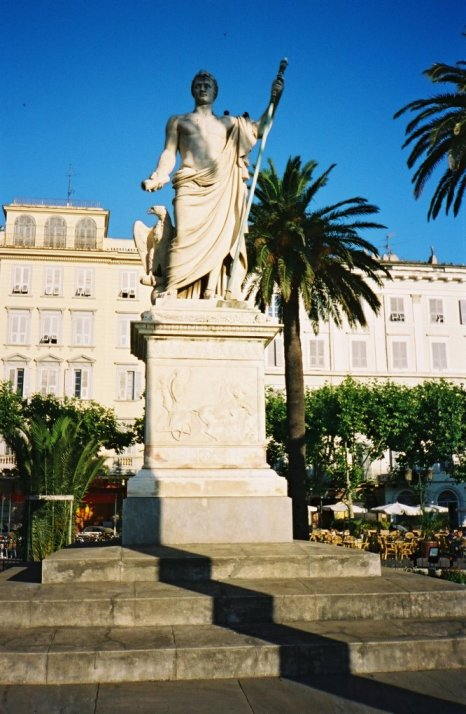
Napóleon szobra a Place St-Nicholas téren

Bastia (IPA: [bastja]ⓘ) város Franciaországban, Korzika szigetén, az azonos nevű régióban, Haute-Corse megye székhelye. Korzika második legnagyobb városa Ajaccio után. A sziget északi részén fekvő, viszonylag fiatal település. Franciaország kulturális és történelmi városa címet viseli. Lakosainak száma 47 459 fő (2022. január 1.). Bastia Ville-di-Pietrabugno, Barbaggio, Furiani és Patrimonio községekkel határos.

## Története
Bár közelében már volt görög, majd római telep is, első ízben a Genovai Köztársaság létesített itt állandó kikötőt és annak védelmére erődítést. A nagy kerek bástyatorony, a bastiglia neve lett azután a lassan kialakuló város neve is. Korzikát már a genovaiak is két részre osztották, a hegyeken inneni és a hegyeken túli területre, a választóvonal a két hegységet elválasztó völgyrendszer volt. Bastia lett a hegyeken inneni terület fővárosa, a genovai kormányzó székhelye. A 19. századra indult fejlődésnek, kialakult az ipara, ma viszont elsősorban a kikötő és természetesen a turizmus jelenti Bastia fő jövedelmi forrását.
A város egy kis öböl és a dombok között alakult ki a tengerparton, ez a Terra Vecchia, az alsóváros. Szó szerint régi földet jelentene, de ez csak annyiban igaz, hogy a 14. században itt épültek fel az első házak. Ma az óváros elnevezés sokkal inkább ráillik az öböl bejárata feletti erőd és környéke körzetére, holott ennek a neve Új föld, Terra Nova.

## Demográfia
| Év   | Lakosság |
| ---- | -------- |
| 1962 | 31 375   |
| 1968 | 38 746   |
| 1975 | 42 810   |
| 1982 | 44 020   |
| 1990 | 37 845   |
| 1999 | 37 884   |
| 2006 | 43 577   |
| 2010 | 43 008   |

## Látnivalók

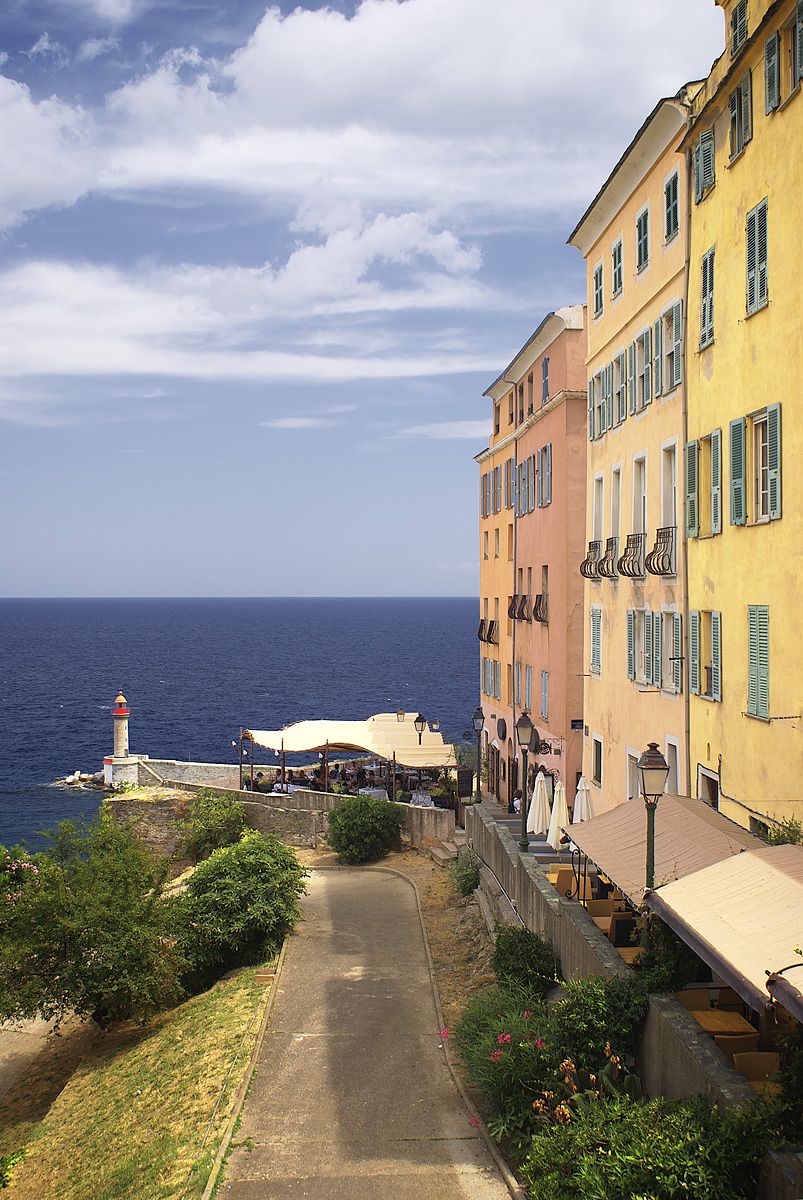
A citadella

- Vieux port – a nagyjából patkó alakú kis öböl volt az első kikötő, később csak a halászok használták, ma ez a luxusjachtok, vitorlások kikötője, de azért a halászok sem lettek hűtlenek hozzá, s reggelente színes látvány az itt található halpiac. Déli végében, a várhegy oldalára kapaszkodva a szép Jardin Romieu park szubtrópusi növényei pompáznak. A park alatt nyúlik be a tengerbe a móló, ennek végében van a Jetée de Dragon szökőkút.
- Église St-Jean-Baptiste – a rakpart északi oldalánál álló kéttornyú barokk templom 1636-1666 között épült.
- Oratorie de l’Immaculée Conception – az 1589-ben épült, egyhajós kis templom kívülről keveset mutat, belülről azonban a csupa márvány, arany és faragás, barokk díszítése igen gazdag. A templom bal oldalán van a Mária-szobor, amelyet minden évben szeptember 8-án körmenetben visznek körül az alsóvárosban.
- Oratorie de la confrérie St-Roch – a 17. században épült kis templom, itt őrzik Szent Rókus szobrát.
- Place St-Nicholas – a teret a 19. században alakították ki, pálmafák, platánok szegélyezik, középen zenepavilon van. A tér déli végében Korzika nagy fiának, Bonaparte Napóleonnak szobra áll, az északi végében az 1870-es háború korzikai hősi halottainak az emlékműve található, amely a halottak elsiratását ábrázolja.
- Ancien palais des gouverneurs – a régi vár a Terra Nova, a kikötő fölé magasodó várdomb területén van, falak veszik körül, a rajtuk átvezető kapu a 18. században épült. Az udvaron donjon, vártorony magasodik, a mellettük álló épültek a genovai kormányzó lakásául szolgált. Ma a Musée d’Ethnographie corse, a néprajzi múzeum kapott bennük otthont.
- Église Ste-Marie – a város egykori katedrálisa 1495-ben épült, de tornya 17. századi. A bal oldali Szent Szív-oltár dísze egy régi oltárkép, 1512-ben festette egy olasz művész. A jobb oldali oltár ezüst szobra Mária mennybemenetelét ábrázolja, minden év augusztus 15-én körmenetben viszik végig a városon.
- Chapelle Ste-Croix – ebben a kápolnában található a Csodatévő Krisztus keresztje, ezt a régi fakeresztet 1428-ban a tengeren úszva találta két halász, s azóta is a bastiai halászok tiszteletének tárgya.
- La Canonica – a város repülőterének a közelében található, ez volt a római kikötő, a Mariana, s az ásatások jelentős őskeresztény emlékeket tártak fel, egyebek között egy primitív templom és egy keresztelőkápolna maradványait. Ezek mellett áll az 1119-ben felszentelt egykori katedrális, a legrégebbi és a mai napig működő templomok egyike a szigeten. Itt található ugyancsak az Église San Parteo, 11-12. századi templom.

## Testvérvárosok
- - Erding
- - Viareggio

## Sport
A városnak két futballcsapata van: a Ligue 1-ben szereplő SC Bastia, és a Ligue National-ban, azaz a 3. vonalban szereplő CA Bastia. Az SC Bastia és az AC Ajaccio összecsapása a Derby du Corse, azaz a korzikai derbi. Érdekesség, hogy a 2012/13-as szezonban a kupa nyolcaddöntőjében épp a CA Bastia ejtette ki az SC Bastiát a Francia Kupából.